# 刘向华
刘向华（1955年12月—），女，籍贯江苏，生于安徽，中华人民共和国外交官。

## 生平
刘向华毕业于北京外国语学院和希伯来大学。1983年，进入中华人民共和国外交部工作，历任驻埃及大使馆随员、三秘，外交部西亚北非司二秘、一秘、参赞、副司长。2002年9月，出任中华人民共和国驻黎巴嫩大使。2006年11月，自驻黎巴嫩大使离任。

## 家庭
已婚，有一子。